# Самородні метали

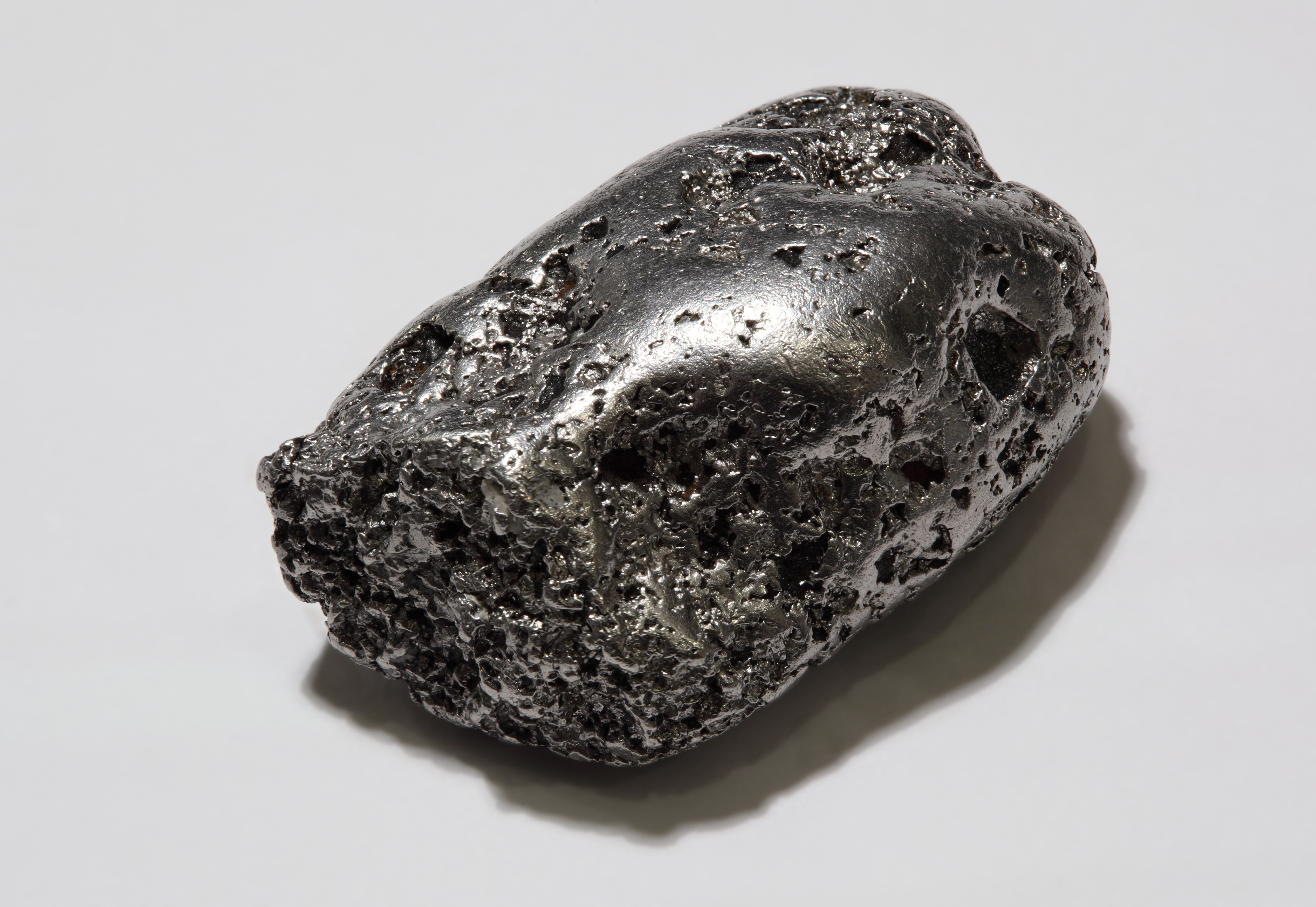
Платина самородна. Республіка Саха.

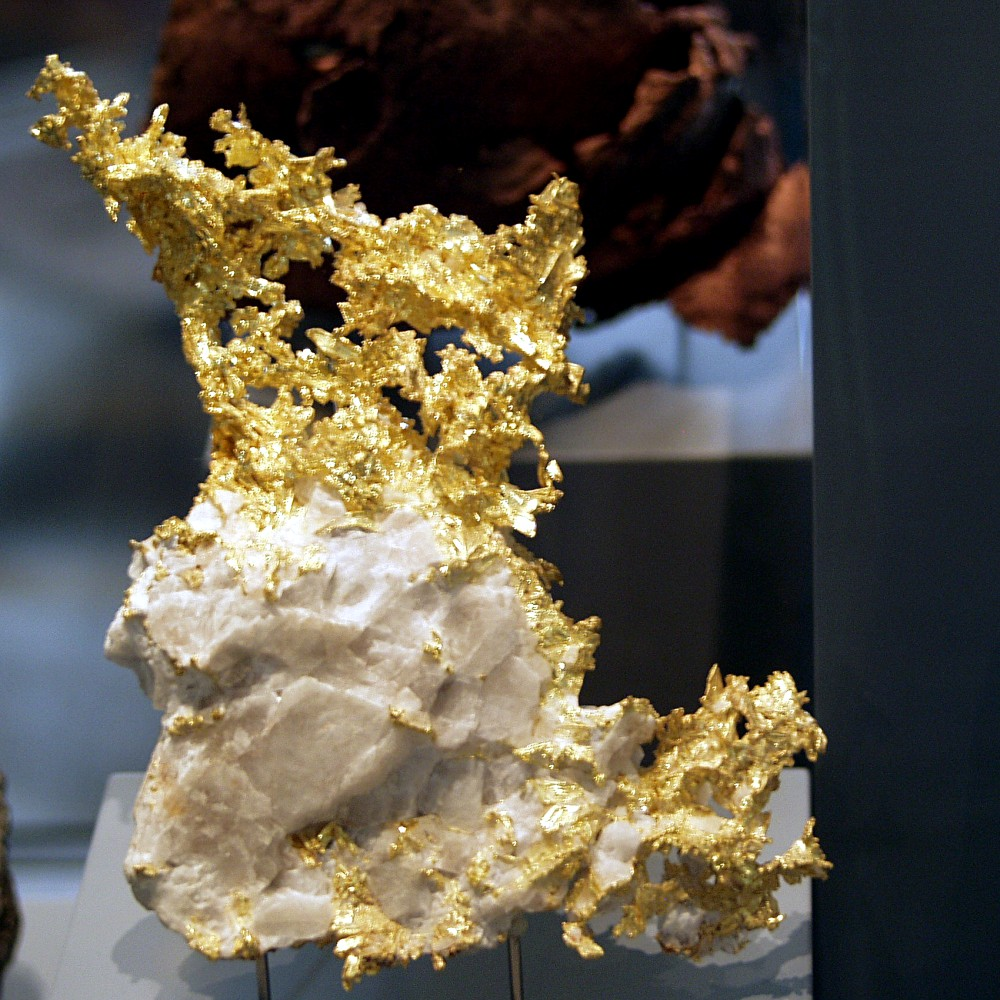
Самородне золото у кварці.

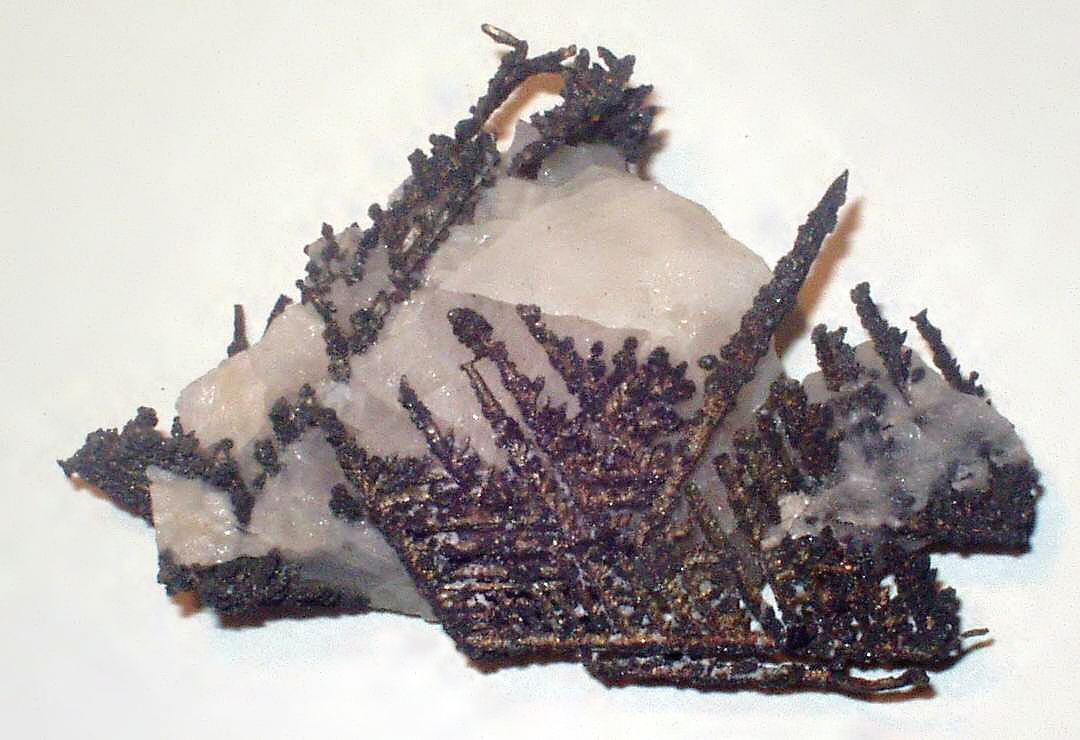
Срібло самородне у кварці. (5 x 3 cm)

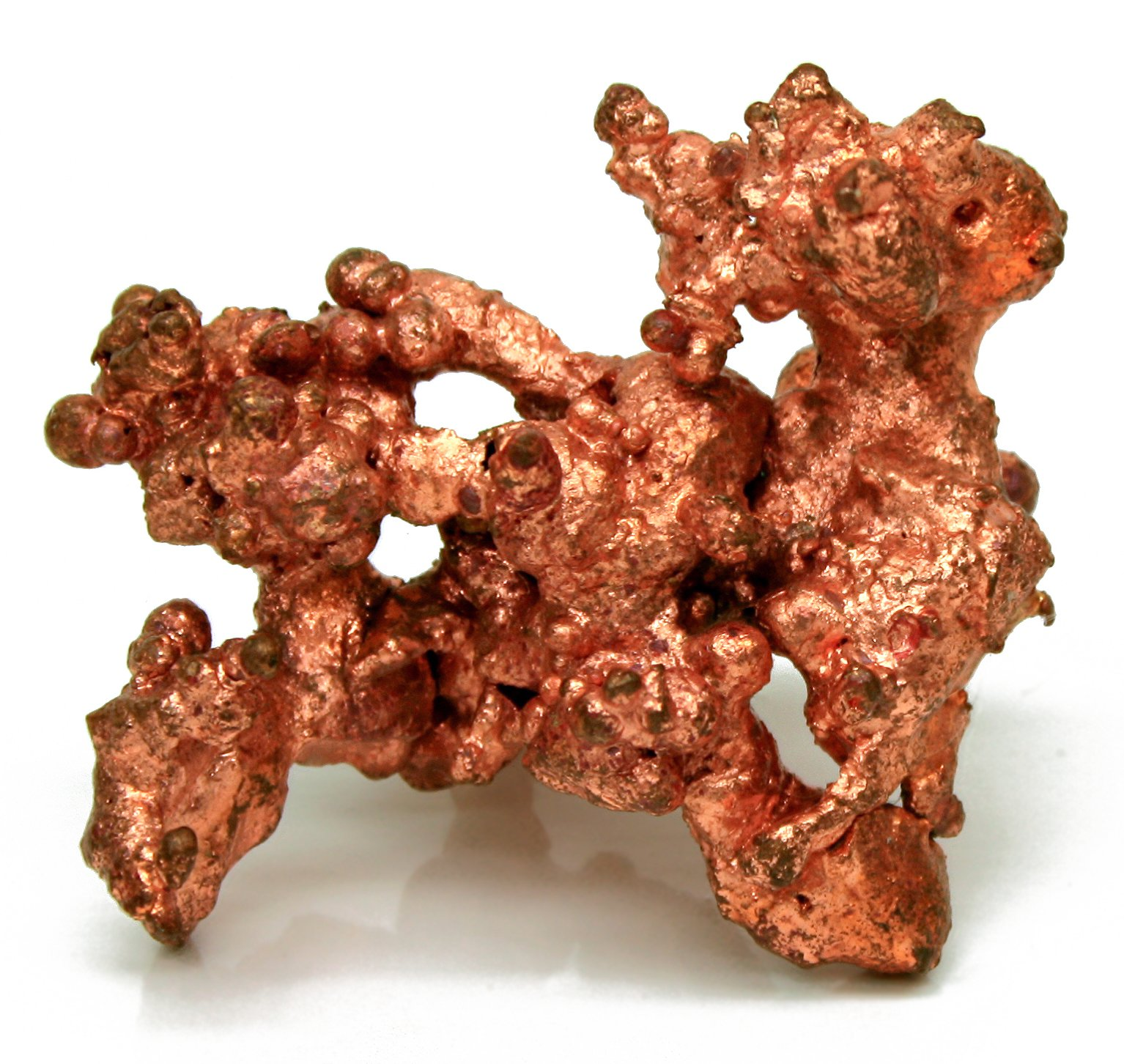
Мідь самородна

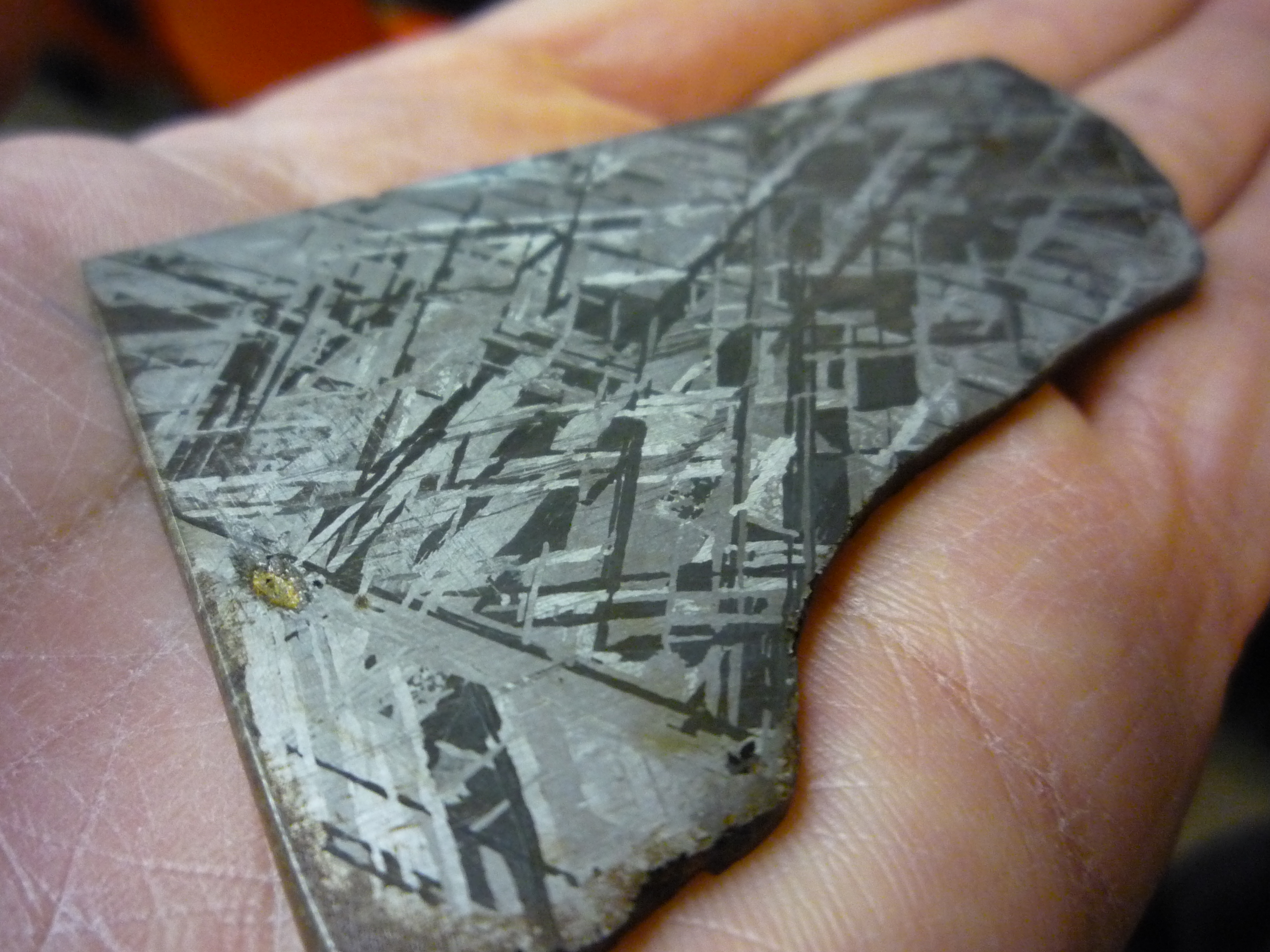
Нікель-залізний метеорит.

Саморо́дні мета́ли – метали, що утворюються в природі під дією різних геохімічних процесів як гомоатомні прості речовини.

## Приклади
- Мідь самородна
- Золото самородне
- Залізо самородне
- Бісмут самородний
- Арсен самородний
- Платина самородна
- Нікель самородний
- Срібло самородне